# Porc senglar barbat
El porc senglar barbat és una espècie del gènere dels porcs. Es caracteritza per la seva barba que creix a la part anterior del morro, lateralment. Habita al sud-est d'Àsia (Borneo, Sumatra, Filipines, etc.), i viu en família. Es pot reproduir des dels 18 mesos i, a més, també pot tenir fills mestissos amb altres súids.
L'espècie es divideix en dues subespècies: Sus barbatus barbatus, i Sus barbatus oi o porc senglar barbat occidental.